# Слава Блажевич
Слава Блажевич (сербохорв. Слава Блажевіћ / Slava Blažević; 18 грудня 1919, Госпіч — 14 лютого 1999, Загреб) — югославський лікар, учасниця Народно-визвольної війни Югославії, генерал-майор санітарної служби ЮНА.

## Біографія
Народилася 18 грудня 1919 року в Госпіче, закінчила початкову школу і молодші класи гімназії. З 1937 року навчалася в Белграді на медичну сестру.
У 1941 році Слава кинула навчання і побігла в рідне місто Ліку після початку війни. Долучилася до югославських партизанів, служила медсестрою в батальйоні імені Марко Орешковича і в 3-ому Лікському партизанському загоні (в перший час була єдиною медсестрою). В кінці 1941 року перебувала на Кам'янському при штабі Групи Лікських партизанських загонів, читала курси надання медичної допомоги з доктором Славою Четковіч-Очко.
У липні 1942 року після утворення 1-й Лікської ударної бригади була призначена референтом санітарного відділення в 1-му батальйоні. Пізніше займала пост керівника і політрука партизанських госпіталів, з 1943 року займала пост політрука лікарні на Бієль-Потоках.
Після війни вона продовжила службу в Югославській народній армії, в 1949 році закінчила медичний факультет Бєлградського університету за спеціальністю «лікар-пульмонолог». Була головлікарем Загребської військової лікарні. Разом з Розою Папо була єдиною жінкою-генералом Югославської народної армії.
Померла 14 лютого 1999 року в Загребі, де була і похована. Нагороджена багатьма орденами і медалями, в тому числі медаллю Партизанської пам'яті.